# Richard Hamilton (Altphilologe)
Richard Hamilton (* 19. Dezember 1943 in Bryn Mawr) ist ein US-amerikanischer Klassischer Philologe.

## Leben
Er erwarb an der Harvard University den A.B. 1965 und an der University of Michigan den Ph.D. (Classics) 1971. Er lehrt am Bryn Mawr College als Assistant Professor, Associate professor 1971–1988 und seit 1988 Paul Shorey Professor of Greek. Hamilton war Begründer und Senior Editor des Bryn Mawr Classical Review und Begründer der Bryn Mawr Commentaires.
Seine Forschungsinteressen sind griechische Literatur (Hesiod, Pindar), griechische Religion und Ikonographie (Anthesteria).

## Schriften (Auswahl)
- Epinikion. General form in the odes of Pindar. Den Haag 1974, OCLC 1083603255.
- The architecture of Hesiodic poetry. Baltimore 1989, ISBN 0-8018-3819-3.
- Hesiod’s Theogony. Bryn Mawr 1990, ISBN 0-929524-15-2.
- Choes and anthesteria. Athenian iconography and ritual. Ann Arbor 1995, ISBN 0-472-10280-X.